# Нозедо
Нозедо (итал. Nosedo) — квартал Милана, расположенный на южной окраине города, принадлежащий зоне 4.

## Характеристика
Согласно различным документам от 569 года, здесь был похоронен настоятель миланской церкви епископ Онорато. Впервые Нозедо упоминается в 1346 году.
В рамках подразделения миланской территории на приходские церкви он принадлежал Пьеве-ди-Сан-Донато и был муниципалитетом, граничащим с Корпи-Санти на севере, Морсенкио и Сан-Донато на востоке, Кьяравалле на юге и Вайано на западе. По переписи населения 1751 года в городе проживало 200 человек.
В эпоху Наполеона, с 1808 по 1816 год, Нозедо впервые был присоединен к Милану, восстановив свою автономию с созданием Ломбардо-Венецианское королевства. В то время у Нозедо было 240 человек населения, число которых выросло до 351 в 1853 году, до 361 в 1859 году и до 393 жителей в 1861 году.
Название муниципалитета иногда встречается как Носедо Кьяравалле, что свидетельствует о связи с близлежащим аббатством, которое, тем не менее, образовало отдельный муниципалитет. Однако это различие исчезло в 1870 году, когда муниципалитет Нозедо был объединен с муниципалитетом Кьяравалле-Миланезе. Именно тогда, в 1923 году, Кьяравалле была присоединена к Милану.

## Достопримечательности

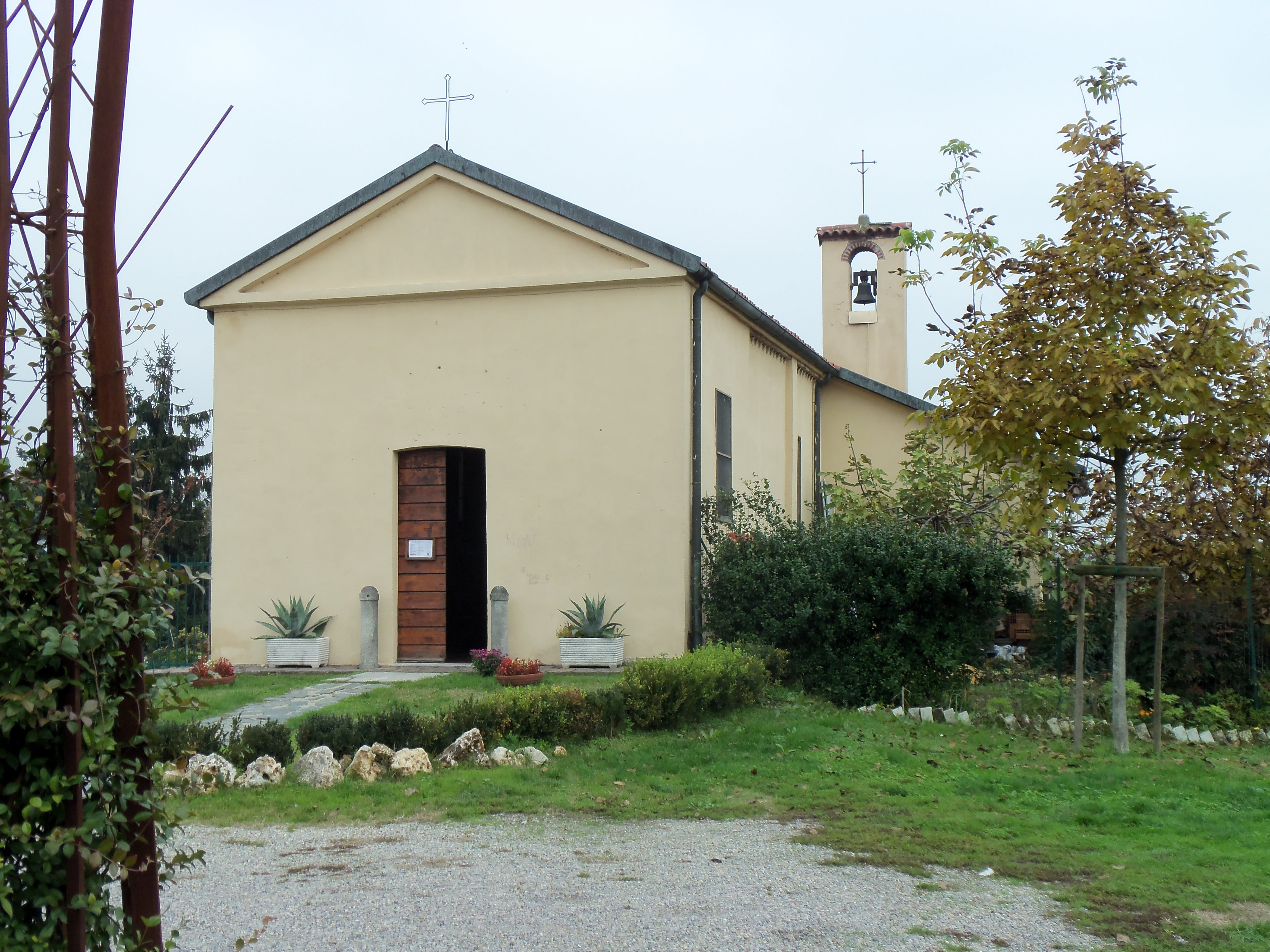
церковь 13 века

На одной из улиц растет дерево, рядом с которым стоит фермерский дом с прилегающей церковью, построенный в тринадцатом веке. История этого места начинается очень далеко во времени, о чём свидетельствует дата 536, выгравированная на мемориальной доске, видимой сегодня внизу церкви. В тот период Милан тиранировали готы. Христиане вместе с епископом Сан-Дацио, спасаясь от варварских вторжений, укрылись в церкви, более известной в то время как Сан-Джорджо-аль-Поццо.